# Barget
Die Barget ist ein ganzjähriges Fließgewässer 3. Ordnung im unterfränkischen Landkreis Rhön-Grabfeld. Sie ist ein etwa 5,6 km langer, südlicher und linker Zufluss der Fränkische Saale. Die Länge ihres hydrologischen Hauptstrangs über den Rothseegraben beträgt 9,4 km.

## Name
Im althochdeutschen hieß der Fluss wohl *Bāraha, einer Zusammensetzung aus ahd. *bāra für 'Woge' und ahd. -aha für 'Fließgewässer'. Mit dem Ortsnamen Bardorf, ursprünglich Barcthorf (800), verkürzte sich der Flussname zu *Barch-. Dieses wurde mit der Endung mhd. -etze ergänzt, was einen Geländenamen beschreibt. Aus *Barch-etz entwickelte sich schließlich Barget.

## Geographie

### Verlauf
Die Barget entsteht aus mehreren Quellästen bei Sulzfeld am westlichen Abstieg der Haßberge. Der offizielle Hauptarm entspringt auf ungefähr 302 m ü. NHN südwestlich von Sulzfeld einer Bargetursprung genannten Quelle.
Der Bach fließt zunächst am westlichen Ortsrand nach Norden und wird nach etwa einen halben Kilometer auf seiner rechten Seite von dem aus dem Südsüdosten kommenden und dort wesentlich längeren Rothseegraben gespeist.
Auf ihrem weiteren stets nördlich orientierten Lauf, die Staatsstraße ST 2280 verläuft etwa parallel, nimmt die Barget als Vorfluter das Wasser zahlreicher Bäche und Wiesengräben auf. Zu nennen ist hier vor allem der Schmuckenbach, der ihr auf ihrer linken Seite zwischen Sulzfeld und Kleinbardorf zufließt.
In der Ortsmitte von Kleineibstadt mündet sie schließlich nach etwa sechs Kilometer Fließweges auf einer Höhe von etwa 259 m ü. NHN von links in die Fränkische Saale.

### Flusssystem
Barget, 5,6 km
- Rothseegraben (rechts), 3,9 km
  - Merzelbach (links), 1,4 km
  - Raubach (rechts), 3,1 km
- Schmuckenbach (links), 2,7 km

## Mühlen
Die Wasserkraft der Barget trieb
- nach Sulzfeld
  - die Obermühle
  - und die Untermühle
- nach Kleinbardorf
  - die Dorfmühle, auch Bargetmühle genannt
- und vor Kleineibstadt
  - die Krugsmühle

an.